# Teleférico de Skikda
O Teleférico de Skikda é um meio de transporte urbano localizado na cidade argelina de Skikda que liga os bairros de Bouabaz e Bouyala, situados em colinas, à estação rodoviária (Mohamed Boudiaf).

## Características
Data de início da operação: 18 de setembro de 2009.
Velocidade máxima: 6 m/s.
Tempo de viagem: 8 min.
Fluxo máximo: 2000 passageiros por hora.
Altitude Estação de Bouabaz: 141 m.
Altitude Estação Rodoviária (Mohamed Boudiaf) (G2, G3): 10 m.
Altitude Estação Bouyala: 107 m.
Distância Estação de Bouabaz - Estação Rodoviária: 940 m.
Distância Estação Bouyala - Estação Rodoviária: 1.026 m.